# Wadan
Wadan (arab. ‏وادان‎, fr. Ouadane) – historyczne miasto w północno-zachodniej Mauretanii, w regionie administracyjnym Adrar, wpisane wspólnie z Szinkitem, Tiszitem i Walatą na listę światowego dziedzictwa kultury UNESCO.
Miasto zostało założone w 1147 roku jako ksar i szybko stało się ważnym przystankiem handlowym na trasie karawan. W 1487 roku Portugalczycy założyli tu swoją faktorię, jednak miasto zaczęło podupadać już w XVI wieku.
Dzisiejsza niewielka osada Wadan położona jest poza obrębem średniowiecznych ruin.